# Rêves télépathiques
 (décembre 2019).
Si vous disposez d'ouvrages ou d'articles de référence ou si vous connaissez des sites web de qualité traitant du thème abordé ici, merci de compléter l'article en donnant les références utiles à sa vérifiabilité et en les liant à la section « Notes et références ».
Des expériences sur les rêves télépathiques ont été menées dans le domaine de la parapsychologie. Elles se sont principalement déroulées à partir des années 1970, en particulier au Maimonides Hospital à New York sous la conduite de Montague Ullman et Stanley Krippner.
Elles ont notamment été mises en place afin d'étudier expérimentalement  les témoignages de personnes rapportant avoir rêvé d'évènements situés à distance et qui se seraient réellement produits.

## Description des expériences sur les rêves télépathiques
Les expériences ont lieu au sein de laboratoires du sommeil. Un sujet (le percipient) s'endort dans une pièce tandis qu'un EEG enregistre son activité cérébrale. Dans une autre pièce, un autre sujet (l'agent) se concentre sur une cible qu'il vient de découvrir (une image, une vidéo, etc.). Lorsque le sujet endormi est en phase de rêve, ce que l'on peut savoir grâce à l'EEG, on le réveille et on lui demande de décrire le rêve qu'il était en train de faire. On retranscrit par écrit les informations données par le rêveur.
L'hypothèse testée est que le sujet endormi, à qui l'on a demandé de se concentrer sur l'agent, décrira dans son rêve des éléments appartenant à la cible visualisée par l'agent.
Les retranscriptions sont données à des juges aveugles ainsi que les cibles visualisées par les autres sujets. Les juges doivent essayer de relier convenablement descriptions et cibles. On analyse ensuite les résultats sur le plan statistique afin de déterminer si les juges arrivent à relier les retranscriptions des rêveurs et les cibles réelles plus que ne le voudrait le simple effet du hasard.

## Sélection de publications sur les rêves télépathiques
Ullman, M., Krippner, S., & Vaughan, A. (1974/2003) Dream Telepathy Baltimore, Maryland : Penguin Books Republished Charlottesville, VA : Hampton Roads. (See Sjödin 2003, in this issue.) 
Child, I. L. (1985), Psychology and anomalous observations. The Question of ESP in dreams. American Psychologist, 40, 1219-1230.
Sherwood, S. & Roe, C. (2003) A review of the Dream ESP studies since the Maimonides Dream ESP studies. Journal of Consciousness studies, 10, 85-110.

## Liens
- (en) Articles de Montague Ullman